# Andri Pohrebniak
Andri Pohrebniak –en ucraniano, Андрій Погребняк– (11 de febrero de 1988) es un deportista ucraniano que compitió en esgrima, especialista en la modalidad de florete. Ganó una medalla de bronce en el Campeonato Europeo de Esgrima de 2008, en la prueba individual.

## Palmarés internacional
| Campeonato Europeo | Campeonato Europeo | Campeonato Europeo | Campeonato Europeo |
| Año                | Lugar              | Medalla            | Prueba             |
| ------------------ | ------------------ | ------------------ | ------------------ |
| 2008               | Kiev (Ucrania)     | Medalla de bronce  | Florete individual |